# 티머시 잰
티모시 잰(Timothy Zhan, 1951년 9월 1일~)은 휴고 상을 수상한 SF 작가로, 많은 《스타워즈》 관련 책들을 저술하였다. 그중 대표작으로는 쓰론 트릴로지와 쓰론의 손 듀올로지 등이 있다.

## 일대기
티모시 잰은 일리노이 시카고에서 태어났다. 그는 미시간 주립 대학교에 다니었고 1973년에 물리학 분야에서 학사 학위를 땄다. 그 뒤로 그는 일리노이 대학교 어바나-샴페인로 옮겼고 1975년에 물리학 분야에서 이사 학위를 땄다. 잰은 박사 학위를 따지는 못하였다. 1975년에 그는 취미로 공상 과학 소설을 썼으며 그 뒤에 그는 전문 작가가 되었다. 그와 그의 아내 애너는 오리건주 밴던에 살고 있다. 그들에게는 아들 코윈 잰이 있다.